# 破壁书
《破壁书》是生活·读书·新知三联书店於2018年5月出版的漢文詞典，收錄網絡亞文化社群誕生的詞彙。

## 創作背景
自2011年起，中國不少網絡文學改編成影視劇，網絡文學開始進入主流文化，並成為學者的研究對象。研究論文不可避免會使用到網絡原生的術語和行話，邵燕君主編《网络文学经典解读》（2016年出版）一書時，對大量術語作註解，期間發現不同作者對術語定義不同，於是她開始系統歸納統一相關內容，整理為「词条举要」作附錄。這份「词条举要」成為《破壁书》的前身。《破壁书》於2015年冬季開始編寫，2016年起開始在《天涯》的「网络部落词典」專欄上連載，同年9月開始整理出版，2017年2月再進行修訂。
詞典的編輯團隊共17人，成員均是「北京大學網絡文學研究論壇」的骨幹成員，而論壇由北大中文系教授邵燕君及部分研究生組成，論壇專注網絡文學及網絡文化研究。詞典分拆六個單元，分別是二次元·宅文化、粉絲·同人文化、女性向·耽美文化、網絡文學、電子遊戲和社會流行詞。收錄的是關鍵字，而非流行詞，單元劃分是根據核心詞條命名，單元下詞條排序根據前後內容的關聯性和該單元重要性，詞條收錄的標準會考慮流行度和在網絡文化社群的實際使用率，詞條有進入到日常生活，並「有效表达了当代人某种长时段的生活态度」。
書名取義「打破次元之壁」，編輯團隊期望他們整理和梳理網絡亞文化社群的詞彙的詞源、語義和社會文化內涵，能破除社會主流文化和青少年亞文化之間的文化壁壘。主編邵燕君認為該書是「中国第一代网络原住民为自己写史」。

## 評價
中國學界和媒體對詞典評價普遍正面，同時也有學者指出詞典的研究缺乏深度。文學批評家李敬泽認為詞典稱得上「当代网络文化的百科全书」。遊戲媒體觸樂編輯胡又天稱呼此書為「二次元的《国语》」，是圈内人的「实体版的萌娘百科」。黃帥（黄西蒙）在光明網文艺评论频道摘文評論詞典「可以被看成一次学院派的学术实验」，編輯團隊除了「梳理和总结网络文化关键词本身」，還想建立一套網絡文學研究模式，為未來相關研究奠下基礎。他認為此書「属于学院派的智慧结晶，也是属于广大普通读者的『普及读物』，更是属于二次元文化迷恋者、创造者的『圈内秘笈』」。安徽大學文學院教授周志雄認為《网络文学词典》和《破壁书》在網絡文學術語的研究，只是「停留在對基本的詞源和意義的梳理上，沒有達到深層次的理論辨析」，也沒有對網絡文學研究歸納出好的理論概念。